# 1925年2月8日月食
1925年2月8日月食为一次在协调世界时1925年2月8日出現的月偏食。該次月食半影食分為1.840、全影食分為0.735。偏食維持了93分。

## 概述
這次月食的食分是9.48，偏食維持了93分。

## 基本參數
- 類型：月偏食
- 食甚資料：
  - 日期：1925年2月8日
  - 時間：21:42
  - 月球位置：赤經9.48度、赤緯15.5度
  - 食分：半影食分：1.840、全影食分：0.735
  - 持續時間：偏食93分

## 外部連結
- NASA月食專頁（页面存档备份，存于）（英文）